# (21648) Gravanschaik
(21648) Gravanschaik (1999 NB57) – planetoida z pasa głównego asteroid okrążająca Słońce w ciągu 4,2 lat w średniej odległości 2,6 j.a. Odkryta 12 lipca 1999 roku.